# Play Tour Aitana
Play Tour  fue la primera gira de conciertos, en solitario, de la cantante española Aitana, realizada para promover su primer EP Tráiler y su primer álbum de estudio, Spoiler (álbum) (2019). La gira inició el 22 de junio de 2019 en Murcia, y finalizó el pasado 29 de agosto de 2020 en el Starlite Festival de Marbella. Aunque la catalana confirmó que Play Tour Aitana no acabaría en Tarragona; en febrero de 2020 anunció una segunda tanda de conciertos bajo el nombre + Play Tour Aitana,  que debería haber comenzado en mayo en Valencia y finalizar en diciembre en Madrid (este último concierto se atrasó un año, convirtiéndose en el primer concierto confirmado de su próxima gira), pero no lo hizo a causa de la pandemia de COVID-19. El 24 de julio, se lanzó en formato exclusivo físico, el CD + DVD del concierto íntegro de Aitana en el Palau Sant Jordi, la primera artista en la historia de Operación Triunfo en haber agotado las entradas en el recinto de conciertos más grande de España en su primera gira en solitario.

## Antecedentes
En abril de 2019, Aitana confirmó en redes sociales que saldría de gira por España a lo largo de este año. Ese mismo mes, publicó la primera tanda de fechas. El 3 de junio anunció sus dos conciertos más importantes hasta la fecha, en Barcelona y Madrid. Las entradas se pusieron a la venta el 21 de agosto.
En febrero de 2020, anunció las fechas que conformarían la etapa "Más Play Tour". Sin embargo, el 29 de mayo y mediante un comunicado publicado en redes sociales, anunció que algunos conciertos de gira quedan cancelados debido a la Pandemia de COVID-19. Días más tarde, se anunció que el concierto del 18 de julio en el  Starlite Festival se llevaría a cabo tomando las medidas de precaución necesarias para evitar menos contagios. El concierto de Madrid el 20 de diciembre, se aplazaría para el año siguiente.

## Repertorio
Durante el Play Tour, Aitana interpretó varias canciones de su último disco Spoiler (álbum) y varias canciones que actuó en su paso por OT 2017. A continuación la siguiente lista representa el repertorio desarrollado en el primer concierto de la gira (no representa el repertorio de cada concierto).
1. Teléfono
2. Stupid
3. Mejor que tú
4. Perdimos la razón
5. Barro y hielo
6. Las Vegas
7. Arde
8. Nada sale mal
9. Presiento
10. Someone like You
11. Popcorn
12. Cristal
13. Chandelier
14. Issues
15. Bang Bang
16. Con la miel en los labios
17. Hold
18. Vas a quedarte
19. Me quedo
20. Procuro olvidarte
21. Lo malo

El show de Marbella el 18 de julio de 2020, fue en acústico. A continuación el repertorio de canciones:
1. Teléfono
2. Nada sale mal
3. Popcorn
4. Presiento
5. Si Tú La Quieres
6. Con La Miel En Los Labios
7. Mejor Que Tú
8. Mas De Lo Que Aposté
9. Vas A Quedarte
10. Enemigos
11. Lo Malo
12. + (Más)
13. Me Quedo

## Fechas
| Fecha                             | Ciudad                          | País                            | Recinto                                  |
| Primera etapa: Play Tour (2019)   | Primera etapa: Play Tour (2019) | Primera etapa: Play Tour (2019) | Primera etapa: Play Tour (2019)          |
| --------------------------------- | ------------------------------- | ------------------------------- | ---------------------------------------- |
| 22 de junio de 2019               | Murcia                          | España                          | Plaza de Toros de La Condomina           |
| 29 de junio de 2019               | Orense                          | España                          | Explanada Expourense                     |
| 6 de julio de 2019                | Palma de Mallorca               | España                          | Son Fusteret                             |
| 13 de julio de 2019               | La Coruña                       | España                          | Coliseum da Coruña                       |
| 19 de julio de 2019               | Sitges                          | España                          | Jardins de Terramar                      |
| 23 de julio de 2019               | Valencia                        | España                          | Jardines de Viveros                      |
| 26 de julio de 2019               | Gijón                           | España                          | Gijón Life                               |
| 27 de julio de 2019               | Santander                       | España                          | Campa de la Magdalena                    |
| 31 de julio de 2019               | Madrid                          | España                          | Teatro Real                              |
| 3 de agosto de 2019               | Sangenjo                        | España                          | Auditorio Maestral                       |
| 10 de agosto de 2019              | Alicante                        | España                          | Plaza de Toros                           |
| 18 de agosto de 2019              | Calella de Palafrugell          | España                          | Auditorio del Festival Cap Roig          |
| 22 de agosto de 2019              | Fuengirola                      | España                          | Castillo Sohail                          |
| 23 de agosto de 2019              | Chiclana de la Frontera         | España                          | Auditorio                                |
| 28 de agosto de 2019              | Alcalá de Henares               | España                          | Auditorio de la Muralla                  |
| 7 de septiembre de 2019           | Ponferrada                      | España                          | Auditorio Municipal                      |
| 11 de septiembre de 2019          | Albacete                        | España                          | Caseta de los Jardinillos                |
| 20 de septiembre de 2019          | Lorca                           | España                          | Jardines de Lorca                        |
| 27 de septiembre de 2019          | Sevilla                         | España                          | Auditorio Rocío Jurado                   |
| 4 de octubre de 2019              | Córdoba                         | España                          | Plaza de toros Los Califas               |
| 6 de octubre de 2019              | Zaragoza                        | España                          | Espacio Zity                             |
| 11 de octubre de 2019             | Madrid                          | España                          | Palacio Vistalegre                       |
| 26 de octubre de 2019             | Bilbao                          | España                          | Bilbao Arena                             |
| 3 de noviembre de 2019            | Barcelona                       | España                          | Palau Sant Jordi                         |
| 14 de diciembre de 2019           | Granada                         | España                          | Palacio Municipal de Deportes de Granada |
| 21 de diciembre de 2019           | Tarragona                       | España                          | Tarraco Arena Plaza                      |
| Segunda etapa: + Play Tour (2020) |                                 |                                 |                                          |
| 29 de agosto de 2020              | Marbella                        | España                          | Auditorio Festival Starlite              |

## Grabaciones y Emisiones
Durante todo el Play Tour, Aitana hacía un breve resumen de cada concierto para después subirlo a su canal oficial de YouTube.
El 20 de diciembre publicó una reedición especial de su disco Spoiler que incluía un documental de la gira, con imágenes de backstage entre otros. Durante el concierto en el Palau Sant Jordi de Barcelona se grabó el concierto, para ser lanzado en DVD. El 24 de julio salió a la venta en formato físico el CD + DVD de la gira.
El concierto del 31 de octubre en el Cartuja Center de Sevilla, fue retransmitido a través de las redes sociales de Vodafone, organizado y patrocinado por la compañía como parte del Vodafone Yu Music Shows.